# 트립토판 오페론
트립토판 오페론(영어: tryptophan operon 또는 trp operon)은 코리슴산으로부터 트립토판을 합성하는데 관여하는 5개의 효소를 암호화 하고 있는 유전자군이다. 이는 세포 내 트립토판이 부족하여 스스로 트립토판을 합성해야 할 경우 mRNA로 전사되어 발현됨으로써 트립토판을 합성한다. 트립토판은 주억제자와 함께 오페론의 작동을 멈추는 보조억제인자(corepressor)로 작용한다. 이 때문에 트립토판이 존재할 때에는 주억제자와 트립토판이 함께 작동유전자에 결합하여 전사를 억제하게 되고, 트립토판이 충분하지 않을 때에는 억제자가 작동유전자에 결합하지 못하여 전사가 일어나게 된다. 보조억제자가 존재할 때 전사가 억제되는 오페론을 억제성 오페론이라 부른다.